# 阿利蓋特嶺
78°27′S 158°48′E / 78.450°S 158.800°E
阿利蓋特嶺（英語：Alligator Ridge）是南極洲的山嶺，位於奧次地，屬於迴旋鏢山脈的一部分，全長4公里，由新西蘭探險隊命名和繪入地圖，現時由南極條約體系管理。